# Guitare classique
Pour un article plus général, voir Guitare acoustique.
La guitare classique (parfois nommée guitare espagnole) est un instrument de musique de la famille des guitares acoustiques. Tandis le terme plus général pour cet instrument à cordes pincées est guitare acoustique, le terme "guitare classique" est un rétronyme inventé après l'avènement de la guitare folk qui, au contraire, est montée de cordes métalliques.
Avec une puissance sonore relativement modeste, la guitare classique (normalement jouée sans amplification) est plutôt un instrument soliste, bien qu'elle soit également utilisée en instrument d'orchestre par de nombreux compositeurs classiques tels Giuliani, Mahler, Rodrigo, Villa-Lobos.
Sa forme est l'évolution de la guitare romantique à six cordes simples qui apparaît à la fin du XVIIIe siècle prenant la suite de la guitare baroque, laquelle, à l'instar des luths, comporte des chœurs (cordes doubles). La guitare romantique, de faible sonorité, est remplacée par le modèle à caisse de résonance plus volumineuse mis au point par le luthier espagnol Antonio de Torres vers 1870-1880.
Après Torres, de nombreuses déclinaisons de la guitare classique espagnole voient le jour au XXe siècle — à commencer par les guitares flamencas, puis les guitares d'accompagnement et folk, les guitares de jazz, et enfin les guitares électriques —, lesquelles, sans se cantonner au domaine classique, donnent aux guitaristes de larges possibilités d'expression dans plusieurs styles de musique. Sous ses différentes formes, la guitare est ainsi, avec le piano, l'un des instruments plus répandus dans le monde.
La conception de base assez simple de la guitare classique permet des prix très bas pour les guitares d'étude d'entrée de gamme (les réalisations des luthiers les plus prestigieux pouvant cependant atteindre des prix mirobolants), et c'est certainement une des raisons du succès de cet instrument, populaire par excellence.

## Description

Éléments d'une guitare classique.

C'est un type de guitare acoustique à cordes pincées dont le son est amplifié par une caisse de résonance.
C'est un instrument très ancien dont les origines remontent à la plus haute Antiquité (le mot guitare pourrait provenir du mot perse kitar), dont la forme et les dimensions ont évolué au cours des siècles, de la guitare renaissance, baroque puis romantique jusqu'à la guitare classique moderne, créée par Antonio de Torres, grand luthier espagnol du XIXe siècle, qui devient le standard pérenne.
La guitare classique est constituée d'une caisse de résonance faite d'une table d'harmonie en bois tendre (épicéa ou cèdre en général), d'éclisses et d'un fond en bois dur (palissandre, acajou, érable, etc.) et d'un manche (en acajou ou cèdre) portant une touche (en palissandre ou ébène) muni de barrettes (dites « frettes ») fixées au manche (contrairement aux guitares baroques à frettes mobiles). Sur les instruments de qualité, les bois sont massifs et le choix des essences utilisées et des différents paramètres de construction a un fort impact sur la sonorité. Sur les instruments de bas de gamme, la caisse de résonance voire la table d'harmonie peut être en contreplaqué, et leur construction est standardisée pour une production de masse.
En général, elle possède six cordes nouées sur un chevalet plat collé sur la table d'harmonie et mises en tension à l'aide des mécaniques situées dans la tête, à l'autre extrémité du manche. L'accord habituel (ou « naturel ») des six cordes, du grave à l’aigu, est mi, la, ré, sol, si, mi. Cependant, certaines guitares classiques ont sept cordes simples ou plus, jusqu'à onze, afin d'en élargir la tessiture vers les notes basses et renforcer les harmoniques, ce qui permet de jouer un répertoire plus étendu, œuvres pour luth et compositions contemporaines. Fait assez rare pour être souligné, le luthier espagnol Ignacio Fleta fabrique en 1957 une guitare classique (donc pourvue de cordes en nylon) à 12 cordes organisées en six chœurs (cordes doubles), alors que les guitares à 12 cordes sont quasi toujours des instruments de type folk montés de cordes en métal, ou des guitares électriques.
À l'origine, les cordes sont fabriquées à partir de catgut (dérivé de l'intestin de mouton, en dépit du nom), mais par la suite on utilise le nylon. Ces cordes ont une tension bien moindre que cordes d'acier, ce qui autorise des manches entièrement faits en bois. Les trois cordes les plus graves sont cependant filées avec du métal, généralement de l'argent ou du nickel.
La largeur de son manche (celui de guitares à cordes en acier est généralement plus étroit) facilite les phrasés complexes, mais peut exiger une position difficile pour la main qui le contrôle. Ce manche possède généralement 18 ou 19 barrettes (également nommées frettes), délimitant 18 ou 19 cases divisant chaque corde en autant de demi-tons. Chaque corde peut donc, à vide ou par pression d'un doigt dans une des cases, produire en principe 19 ou 20 notes de la gamme chromatique (auxquelles s'ajoutent les harmoniques). En pratique, les deux ou trois cases extrêmes (les notes les plus aiguës) sont peu utilisées.

## Ambitus de la guitare classique
Ambitus avec un accordage classique et sans tenir compte des harmoniques, sachant que les partitions pour guitare sont écrites en clé de sol transposées d'une octave dans le grave. 
| (audio) | Ambitus de la guitare classique (info)            |
| (audio) | Fichier OGG                                       |
| (audio) | Des problèmes pour écouter le fichier ? Aidez-moi |

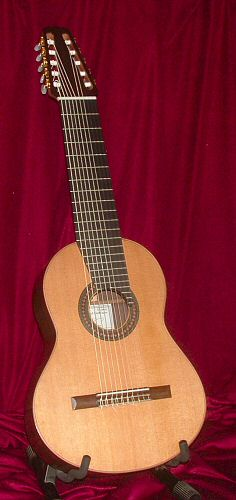
Guitare classique à dix cordes.

De nombreux morceaux nécessitent d'accorder la sixième corde en ré (au lieu de mi), en la détendant, ce qui étend l'ambitus d'un ton dans le grave, plus rarement en fa. Par ailleurs, il existe des guitares à cordes supplémentaires, de 7 à 11 cordes, étendant l'ambitus de l'instrument, généralement dans le grave, ce qui permet, notamment, de jouer des pièces écrites pour luth de l'époque baroque dans leur tessiture d'origine ou des compositions contemporaines écrites spécifiquement pour ces instruments.

## Technique de jeu

### Position
La position encore courante aujourd'hui a été précisée à la fin du XIXe siècle par Francisco Tarrega, grand guitariste espagnol : position assise, le pied gauche sur un trépied, guitare posée sur la cuisse gauche, position de la main gauche permettant de presser les cordes entre le pouce, derrière le manche, et un des quatre autres doigt avec le maximum de force. La main droite est positionnée de façon à attaquer perpendiculairement les cordes.

### Main gauche
Pour produire le son, les cordes sont appuyées avec les doigts de la main gauche (droite pour une guitare de gaucher) placées dans la case entre deux frettes avant d'être mises en vibration par une attaque de la main droite (gauche pour une guitare de gaucher)
Le guitariste bénéficie de hauteurs de son préparées dans les cases, ce qui est une facilité par rapport aux instrumentistes à cordes frottées sans frettes qui doivent fixer avec précision la position du doigt pour la justesse de chaque note. La technique de la main gauche présente cependant d'autres difficultés pour le guitariste, particulièrement dans les pièces complexes à plusieurs voix distinctes simultanées, jusqu'à quatre, se développant en une polyphonie élaborée qui ne se limite pas à une succession d'accords. De plus, sauf dans les pièces faciles où les débutants restent en première position ou dans des positions proches du haut du manche, la main gauche est amenée à se déplacer sur la longueur du manche (comme sur les instruments à archet) pour passer du registre grave à l'aigu en s'approchant de la rosace. Des extensions, grands écarts entre deux doigts ou sur l'ensemble de la main entre l'index et l'auriculaire, qui exigent une certaine force, sont souvent nécessaires pour certains accords. La technique du barré consiste à plaquer plusieurs cordes par un doigt sur une même case ce qui permet de produire plusieurs notes par un seul doigt (les barrés sont pratiqués sur les 4 doigts de l'index à l'auriculaire). Le pouce qui ne pourrait servir que sur la corde grave de mi n'est normalement pas utilisé car cet usage, par ailleurs d'un intérêt limité, nuirait à la souplesse de la main.

### Main droite
On peut se limiter à un jeu mélodique (notes uniques successives) ou à l'opposé à une succession d'accords mais la pratique de la guitare classique, comme celle du luth (et celle des instruments à clavier ou de la harpe) est une polyphonie plus élaborée dans laquelle plusieurs cordes séparées sont pincées simultanément par différents doigts de la main droite. La pratique des études des compositeurs classiques, particulièrement celles de Sor et de Tarrega, permet d'acquérir et de développer cette compétence.
Les techniques d'attaque de la corde sont multiples : pincé, piqué, brossé ou buté. 
La plupart des guitaristes utilisent leurs ongles longs à la main droite (gauche pour une guitare de gaucher), soigneusement taillés et polis. Certains préfèrent cependant jouer sans ongle, en attaquant les cordes directement avec la pulpe du doigt. Cette dernière technique donne un son moins puissant mais plus rond et donc moins sec; elle permet en outre d'éviter l'entretien très fastidieux des ongles de la main droite. Ainsi Fernando Sor, un des meilleurs guitaristes de son époque jouait sans ongles mais le musicologue Fétis qui reconnaissait la qualité musicale de ses compositions lui reprochait sa faible sonorité. Francisco Tarrega, qui a jeté les bases de la technique actuelle, a fini par jouer sans ongles à partir de 1902. Son disciple, Emilio Pujol, l'un des grands guitaristes, et sans doute le plus grand pédagogue du XXe siècle jouait sans ongle. 
Il est également possible d'utiliser un médiator (plectre) entre le pouce et l'index permettant de pincer ou gratter les cordes.

### Harmoniques
Les harmoniques ne font pas partie de la technique de base de la guitare mais sont plutôt un effet particulier qui était connu des guitaristes de l'époque romantique. 
La manière la plus simple de produire les harmoniques consiste à effleurer d'un doigt de la main gauche une frette d'une corde à vide, la 12e pour produire l'octave au-dessus du son de cette corde, la 7e pour produire un son d'une douzième (soit une octave et une quinte) au-dessus et de la pincer par un doigt de la main droite. Il est préférable de retirer le doigt qui effleure la frette immédiatement après l'attaque laissant la corde continuer à vibrer en harmonique et s'éteindre progressivement. La 5e frette peut également être utilisée mais les harmoniques sonnent plus difficilement. 
Une autre technique consiste à appuyer un doigt de la main gauche sur une case (comme pour produire un note normale), d'effleurer avec l'index de la main droite la frette à l'octave de la note de la main gauche (12e frette à partir de la case du doigt de la main gauche), de pincer la corde par le pouce de la main droite et de retirer le doigt qui effleure la frette pour laisser sonner la corde ce qui produit un son d'une octave au-dessus de celui de la note sans harmonique. Cette deuxième technique, contrairement à la précédente limitée aux harmoniques cordes à vide, permet de produire les harmoniques de toutes les notes de la gamme chromatique. On peut produire plusieurs notes harmoniques simultanément par l'action de plusieurs doigts (deux au maximum par la deuxième technique).

## Variété des sonorités
En modifiant la façon d'attaquer les cordes par la main droite, il est possible de produire une vaste palette de sonorités, d'une grande douceur jusqu'à des pizzicatos, des pizzicatos stridents et des sons particulièrement claquants. La force relative de l'attaque permet également une certaine dynamique bien que les nuances forte et fortissimo soient difficiles ou désagréables, la guitare classique restant un instrument discret contrairement aux guitares amplifiées.
Il est possible aussi de produire des harmoniques, des effets de « campanella » (même note jouée successivement sur deux cordes différentes, donc avec des timbres différents et une résonance particulière), de tambourin, de vibratos discrets par oscillations des doigts de la main gauche. 
Le mode détaché est le plus habituel mais des legatos peuvent être produits sur une même corde en attaquant d'un doigt de la main droite uniquement la première note (corde à vide ou appui d'un doigt sur une case du manche), en positionnant ensuite le doigt de la main gauche sur la deuxième note (ou retour sur la corde à vide), éventuellement encore sur une troisième note, sans attaque de la main droite. Cette technique permet d'exécuter des ornements. Ceux limités à une seule note ajoutée à la note principale tels que des appogiatures sont bien rendus, une deuxième rapide (3 notes sur une seule attaque de la main droite) est encore acceptable mais les trilles sonnent moins bien car ceux-ci nécessitent plusieurs attaques de la main droite. En effet, si une corde peut résonner un certain temps sur une même note, encore plus sur une corde à vide, l'extinction du son est fortement accélérée par une deuxième note sans attaque de la main droite et d'autant plus avec une troisième note. Des successions de notes liées deux par deux avec des attaques délicates et en jouant sur les résonances peuvent cependant donner l'illusion de passages liés. Ces legatos ne peuvent être exécutés que dans des passages rapides à cause de cette extinction rapide du son et n'ont pas l'égalité, ni la fluidité de ceux produits par les instruments à son entretenu (à cordes frottées ou vent) mais sont un des effets particuliers qui distinguent la guitare du clavecin. 
Claude Debussy qualifiait la guitare de « clavecin expressif » : il indiquait par là que, par la nature de sa structure et par ses techniques de jeu, la guitare offre à la main du musicien un accès direct aux cordes de l'instrument et donc une multiplicité d'actions sur ces cordes, ouvrant des possibilités de modulation de jeu diverses plus nombreuses que chez le clavecin. Ainsi, le jeu des nuances et du vibrato par exemple (dont le clavecin — à cordes pincées comme la guitare, mais par une mécanique indirecte — est globalement dépourvu) permettent à la guitare une expressivité plus grande que celle qui est accessible au clavecin.
On peut choisir de laisser sonner une ou plusieurs cordes (sur une même note la résonance se prolonge un certain temps) ou d'éteindre le son par un appui délicat d'un doigt sur la corde vibrante pour limiter la durée de la note correspondante et respecter la polyphonie. 
Cette variété sonore est probablement une des raisons du succès de la guitare.

## Répertoire

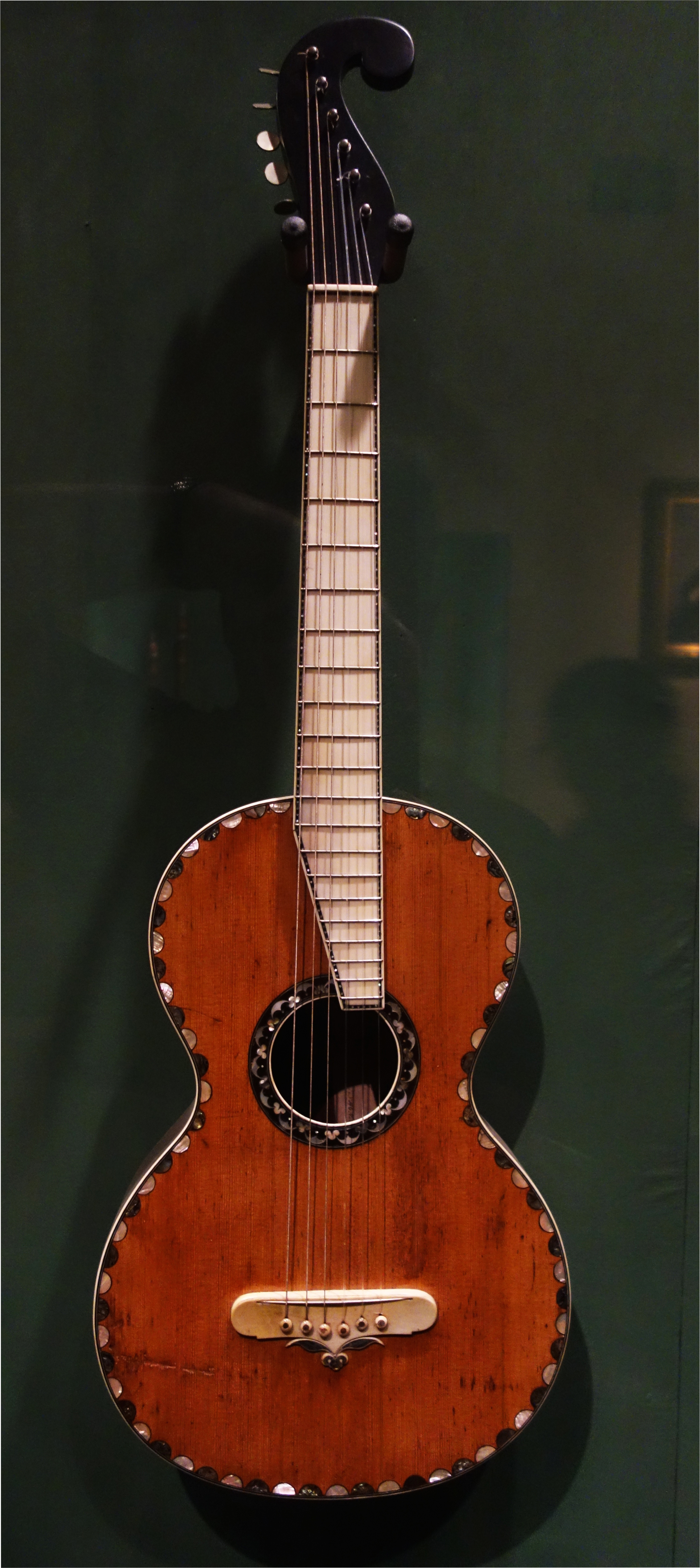
Guitare romantique vers 1838

Son répertoire, s'il n'approche pas l'immense ampleur de celui du piano, est cependant très vaste et varié et se développe, non seulement par des compositions originales, mais également par de nouvelles transcriptions.

### Musiques de diverses époques
Renaissance (XVIe siècle) : transcriptions de pièces pour luth très proches des compositions originales, le luth Renaissance ayant un ambitus équivalent. En abaissant la corde de sol de la guitare d'un demi-ton (au fa #), on retrouve l'accord du luth de cette époque.
Époque baroque (fin XVIIe siècle, première moitié du XVIIIe siècle) : pièces pour guitare baroque de Gaspar Sanz, de Robert de Visée) ou pour luth (de Bach, de Weiss) également transcrites, dans un ambitus plus réduit concernant les pièces pour luth qui comportait plus de cordes graves que celui de la Renaissance. Les exécutions sur guitare à 10 cordes d'une étendue équivalente se rapprochent cependant des compositions d'origine.
Époque classique (première moitié du XIXe siècle mais très peu de compositions originales de la deuxième moitié du XVIIIe siècle avant la mise au point de la guitare à 6 cordes). Cette période de l'instrument actuellement nommé « guitare romantique » est celle du premier « âge d'or » de la guitare, que l'on a pu appeler guitaromanie. Le répertoire abondant de compositeurs guitaristes tels que Carulli, Fernando Sor, Giuliani, Aguado, Paganini (plus connu comme violoniste mais qui fait partie de cette catégorie), contemporains du début du romantisme, est dans un style Biedermeier typique de cette époque ou classique dans l'esprit de Haydn, de Mozart ou des œuvres de jeunesse de Beethoven pour les meilleurs. Ces œuvres sont encore appréciées, et plusieurs études de Sor, très connues, font partie de l'enseignement de l'instrument. Schubert jouait de la guitare mais ne l'a utilisée dans ses compositions que dans de rares pièces de musique de chambre. Cependant, de nombreux accompagnements au piano de ses lieder ont visiblement été pensés à la guitare.
Musique romantique, surtout espagnole : (Francisco Tárrega, Isaac Albéniz, Enrique Granados). Tárrega a fixé la technique et la position couramment pratiquée actuellement et a mis au point la notation du doigté de la guitare sur les partitions musicales (doigts de la main droite désignés par leurs initiales (p, i, m, a), doigts de la main gauche par leur numéro (de 1 pour l'index à 4 pour l'auriculaire), numéro de la corde à utiliser par son numéro entouré d'un cercle (de 1 pour la plus aigüe à 6 pour la plus grave) et case à utiliser (pour les barrés) en chiffres romains, notes harmoniques indiquées par un losange. Mort relativement jeune, il n'a pas consigné sa notation et c'est son disciple Emilio Pujol qui l'a détaillée dans un ouvrage monumental en 6 volumes, Escuela Razonada de la Guitarra, préfacé par Manuel de Falla. Le compositeur romantique Berlioz jouait de la guitare mais n'a composé pour l'instrument que quelques pièces de jeunesse sans intérêt. N'étant pas pianiste, il s'aidait cependant de la guitare pour composer et tester ses harmonisations, contrairement à la plupart des musiciens de premier plan qui composent au piano.
Musiques latines : brésiliennes (chôro, bossa nova), cubaines.
Musique contemporaine : (Ohana, Koshkin, Takemitsu, etc.).

### Autres répertoire
Outre les transcriptions de pièces écrites pour luth, instrument proche, un grand nombre de compositions pour d'autres instruments, clavecin (notamment une grande partie des sonates de Scarlatti), piano (pièces de Chopin, extraits de sonates, mouvements lents le plus souvent, rarement une sonate entière), violon (suites et partitas pour violon seul dont la célèbre chaconne est un morceau de bravoure), violoncelle (Suites pour violoncelle seul de Bach) sont adaptées à la guitare. Ces transcriptions couvrent une gamme variée de niveau de difficulté, de moyen à avancé. L'ensemble de la littérature pianistique ne peut certes pas être adaptée mais les virtuoses étendent les transcriptions à des pièces qui auraient semblé injouables à la guitare.
La guitare flamenca utilisée pour le flamenco espagnol lui est apparentée, bien que s'en différenciant sur de nombreux points (construction, technique de jeu, sonorité).

## Compositeurs célèbres

### Compositeurs pour guitare duXIXesiècle
Ces compositeurs sont classés par ordre chronologique de leur date de naissance.
- Francesco Molino (1768-1847)
- Antoine Lhoyer (1768-1852)
- Ferdinando Carulli (1770-1841)
- Fernando Ferandiere (1771-1816)
- Wenzeslaus Matiegka (1773-1830)
- François de Fossa (1775-1849)
- Fernando Sor (1778-1839)
- Mauro Giuliani (1781-1829)
- Anton Diabelli (1781-1858)
- Niccolò Paganini (1782-1840)
- Dionisio Aguado (1784-1849)
- Luigi Legnani (1790-1877)
- Matteo Carcassi (1792-1853)
- Marco Aurelio Zani de Ferranti (1800-1878)
- Jose Broca (1805-1882)
- Johann Kaspar Mertz (1806-1856)
- Napoléon Coste (1806-1883)
- Giulio Regondi (1822-1872)
- Jaime Felipe José Bosch (1825-1895)
- Julián Arcas (1832-1882)
- Francisco Tárrega (1852-1909)
- Antonio Jiménez Manjón (1866-1919)

### Compositeurs non-guitaristes duXXeetXXIesiècles
De nombreux compositeurs non-guitaristes ont écrit pour l'instrument :
- Kalevi Aho (1949-)
- Malcolm Arnold (1921-)
- Boris Assafiev (1884-1949)
- Vicente Asencio (1908-1979)
- Milton Babbitt (1916-)
- Henk Badings (1907-1987)
- Simon Bainbridge (1952-)
- Luciano Berio (1925-)
- Lennox Berkeley (1903-1989)
- Harrison Birtwistle (1934-)
- Benjamin Britten (1913-1976)
- Elliott Carter (1908-)
- Gaspar Cassado (1897-1966)
- Mario Castelnuovo-Tedesco (1895-1968)
- Jacques Castérède (1926-2014)
- David Del Tredici (1937-)
- Edison Denisov (1929-1996)
- Stephen Dodgson (1924-)
- René Eespere (1953-)
- Sebastian Fagerlund (1972-)
- Manuel de Falla (1876-1946)
- Jean Françaix (1912-1997)
- Roberto Gerhard (1896-1970)
- Alberto Ginastera (1916-1983)
- Camargo Guarnieri (1907-1993)
- Carlos Guastavino (1912-2000)
- Robert Gulya (1973-)
- Kimmo Hakola (1958-)
- Hans Werner Henze (1926-2012)
- Vagn Holmboe (1909-1996)
- Joaquim Homs (1906-2003)
- Toshio Hosokawa (1955-)
- Alan Hovhaness (1911-2000)
- André Jolivet (1905-1974)
- Antonio José (1902-1936)
- Ernst Krenek (1900-1991)
- Magnus Lindberg (1957-)
- Ester Mägi (1922-)
- Juan Manén (1883-1971)
- Tomás Marco (1942-)
- Frank Martin (1890-1974)
- Peter Maxwell Davies (1934-)
- Francisco Mignone (1897-1986)
- Darius Milhaud (1892-1974)
- Federico Mompou (1893-1987)
- Federico Moreno Torroba (1891-1982)
- Olli Mustonen (1967-)
- Maurice Ohana (1914-1992)
- Astor Piazzolla (1921-1992)
- Manuel Ponce (1886-1948)
- Francis Poulenc (1899-1963)
- André Previn (1929-)
- Einojuhani Rautavaara (1928-)
- George Rochberg (1918-2005)
- Richard Rodney Bennett (1936-)
- Joaquín Rodrigo (1901-1999)
- Ned Rorem (1923-)
- Albert Roussel (1869-1937)
- Cyril Scott (1879-1970)
- Roberto Sierra (1953-)
- Toru Takemitsu (1930-1996)
- Alexandre Tansman (1897-1986)
- Michael Tippett (1905-1998)
- Joaquín Turina (1882-1949)
- Mark-Anthony Turnage (1960-)
- William Walton (1902-1983)
- Takashi Yoshimatsu (1953-)

### Guitaristes-compositeurs desXXeetXXIesiècles
- Sergio Assad (1952-)
- René Bartoli (1941-2011)
- Agustín Barrios Mangoré (1885-1944)
- Kemal Belevi (1954-)
- Olivier Bensa (1951-)
- Gilbert Biberian (1944-)
- Dusan Bogdanovic (1955-)
- Leo Brouwer (1939-)
- Kevin Callahan (1958-)
- Abel Carlevaro (1918-2002)
- Salim Dada (1975-)
- Nelly Decamp (1961-)
- Carlo Domeniconi (1947-)
- John W. Duarte (1919-2004)
- Roland Dyens (1955-2016)
- Arnaud Dumond (1956-)
- Mathias Duplessy (1972-)
- Raphaël Faÿs (1959-)
- Angelo Gilardino (1941-)
- Brian Head (1965-)
- Evan Hirschelman (1976-)
- Alexandre Ivanov-Kramskoï (1912―1973)
- Per-Olov Kindgren (Danemark)
- Francis Kleynjans (1951-)
- Nikita Kochkine (1956-)
- Annette Kruisbrink (1958-)
- Ian Krouse (1956-)
- Marc Lamberg (1952-)
- Pierre Lerich (1937-2008)
- Antonio Lauro (1917-1986)
- Maria Linnemann (Allemagne)
- Miguel Llobet (1878-1925)
- Celso Machado (1953-)
- Jorge Morel (1931-)
- Claude McKinnon (1949-)
- Colette Mourey (1954-)
- Piotr Panine (1938-2011)
- Eric Pénicaud (1952-)
- Adrien Politi (1957-)
- Emilio Pujol (1886-1980)
- Maximo Diego Pujol (1957-)
- Štěpán Rak (1945-)
- Étienne Ramboatiana (1930-2007)
- Igor Rekhine (1941-)
- Teresa de Rogatis (1893-1979)
- Sergey Rudnev
- Eduardo Sainz de la Maza (1903-1982)
- Eduard Shafransky (1937-2005)
- Reginald Smith Brindle (1917-2003)
- Heitor Villa-Lobos (1887-1959)
- Bob Wander (1955-)
- Andrew York (1958-)
- Julio Salvador Sagreras (1879-1942)

## Guitaristes classiques duXXeetXXIesiècles
Les guitaristes jouent également souvent des transcriptions de musique originellement écrites pour d'autres instruments, tels que le luth. Les transcriptions de la Renaissance et de l'ère baroque sont communes.
- Gérard Abiton
- Laurindo Almeida
- Damien Aribert
- Manuel Barrueco
- Michel Beauchamp
- Thierry Bégin-Lamontagne (1986)
- Johanna Beisteiner (1976-)
- Gabriel Bianco (1988-)
- Pascal Boëls (1953-)
- Maria Rita Brondi (1889-1941)
- Dusan Bogdanovic (1955-)
- Julian Bream (1933-2020)
- Jorge Cardoso
- Jesùs Castro-Balbi
- Thibault Cauvin (1984-)
- Nelly Decamp (1961-)
- Sébastien Deshaies (1980-)
- Arnaud Dumond
- Roland Dyens (1955-2016)
- Éric Franceries
- Antigóni Góni
- Stefano Grondona
- John Holmquist
- Jérémy Jouve (1979-)
- Miloš Karadaglić
- Norbert Kraft
- Alexandre Lagoya
- Pierre Laniau
- Pablo Márquez
- Antonio Membrado
- Kaori Muraji
- Juan Francisco Ortiz
- Christopher Parkening
- Marco Pereira
- Judicaël Perroy
- Alvaro Pierri
- Alberto Ponce
- Ida Presti
- Andrés Segovia (1893-1987)
- Aaron Skitri (1943-1998)
- Gaëlle Solal
- Ana et Viktor Vidović
- John Williams (1941-)
- Narciso Yepes (1927-1997)
- Philippe Villa

#### Instruments
- Chitarrone
- Guitare
- Guitare flamenca
- Guitare baroque
- Guitare-harpe
- Guiterne
- Luth
- Théorbe
- Vihuela

#### Luthiers
- Luthier